# Josef Pospíšil
Josef Pospíšil (Běstvina, 1º novembre 1861 – Praga, 30 dicembre 1916) è stato un compositore di scacchi boemo.
Assieme a Jan Dobruský e Josef Pospíšil fu uno dei maggiori esponenti della Scuola boema di composizione. Dal 1880 pubblicò circa 300 problemi, soprattutto in tre mosse. Ottenne molti riconoscimenti in concorsi di composizione, tra cui diversi primi premi.
Nel 1887 pubblicò il libro České Úlohy Šachové, contenente 320 problemi della scuola problemistica boema. Nella prefazione delineò una classificazione delle composizioni della scuola boema. Quest'opera è stata parzialmente tradotta in inglese dal problemista inglese John Beasley nel 1999 con il titolo «An outline of the Theory of Chess Problems», contenente molti problemi commentati.
Nel 1907 pubblicò il libro Šachové Úlohy, una raccolta delle composizioni di Jan Dobruský.
Di professione era un insegnante di chimica.
Le composizioni di Pospíšil sono state raccolte da Alain Campbell White e W. Thompson in due parti:
- České melodie, pubblicato nelle "Christmas Series" nel 1908;
- Šachové úlohy 1908-1916, pubblicato nelle "Christmas Series" nel 1916.